# Motacilla
Genre
Le genre Motacilla comprend 13 espèces de bergeronnettes,  petits passereaux proches des pipits avec qui, elles constituent la famille des Motacillidae. Une autre espèce, la bergeronnette de forêt appartient à un genre différent (Dendronanthus).

## Liste des espèces
D'après la classification de référence du Congrès ornithologique international (ordre phylogénique) :
- Bergeronnette printanière — Motacilla flava Linnaeus, 1758 — Yellow Wagtail
- Bergeronnette de Béringie — Motacilla tschutschensis Gmelin, 1789 — Eastern Yellow Wagtail ou Alaska Wagtail
- Bergeronnette citrine — Motacilla citreola Pallas, 1776 — Citrine Wagtail
- Bergeronnette du Cap — Motacilla capensis Linnaeus, 1766 — Cape Wagtail
- Bergeronnette malgache — Motacilla flaviventris Hartlaub, 1860 — Madagascar Wagtail
- Long-bec de Bocage - Motacilla bocagii Sharpe, 1892
- Bergeronnette des ruisseaux — Motacilla cinerea Tunstall, 1771 — Grey Wagtail
- Bergeronnette à longue queue — Motacilla clara Sharpe, 1908 — Mountain Wagtail
- Bergeronnette grise — Motacilla alba Linnaeus, 1758 — White Wagtail
- Bergeronnette pie — Motacilla aguimp Temminck, 1820 — African Pied Wagtail
- Bergeronnette du Mékong — Motacilla samveasnae J.W. Duckworth & al. 2001 — Mekong Wagtail
- Bergeronnette du Japon — Motacilla grandis Sharpe, 1885 — Japanese Wagtail
- Bergeronnette indienne — Motacilla maderaspatensis Gmelin, 1789 — White-browed Wagtail

## Utilisation historique du nom
Le nom de genre Motacilla a été originellement attribué au gobemouche noir, décrit en 1764 par l'ornithologue allemand Peter Simon Pallas sous le nom initial (basionyme) de Motacilla hypoleuca.

## Référence
1. ↑  Pallas, 1764, Catalogue raisonne, D'une Collection supérieurement belle D'Oiseaux, Tant exotiques qu'Européens, ...: 3 no.156.